# 香港航海學校

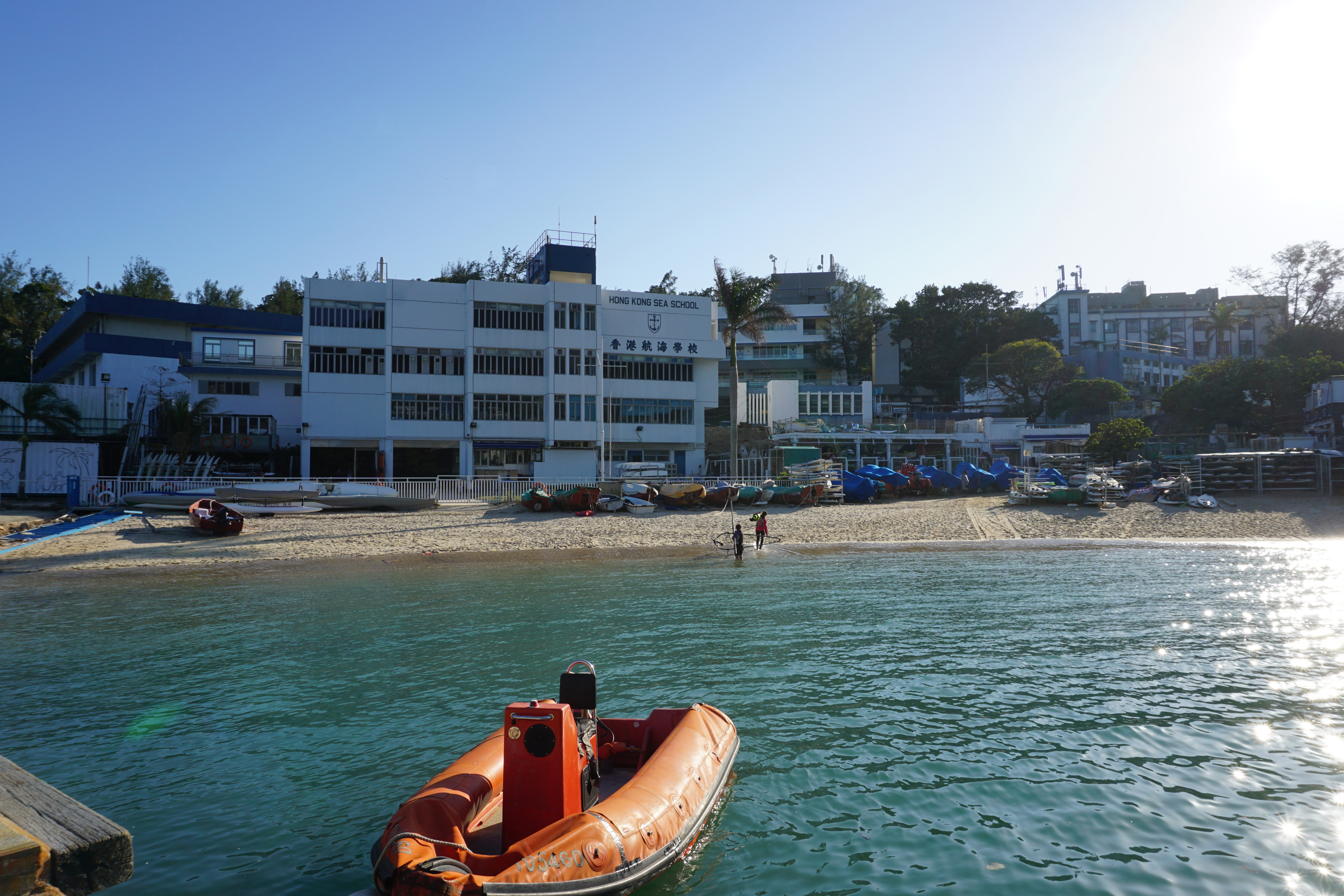
從赤柱正灘望向香港航海學校

香港航海學校（英語：Hong Kong Sea School，簡稱：赤航，HKSS），位於香港赤柱東頭灣道13-15號，於1946年，由御用大律師貝納祺 、簡悅強爵士、陳永安夫人、陳南昌先生及何明華會督等五位社會賢達創建。香港航海學校本為1946年由香港小童群益會負責建造的赤柱兒童營；1952年與香港海事訓練學校合併後改稱「赤柱兒童營暨香港航海學校」，至1959年更名為香港航海學校。該校是一所政府資助的全日制中學，為主流中學，教學更具有海軍傳統。該校一直致力培養學生於德、智、體、群、美各方面均衡發展。。學校佔地達兩公頃，設有宿舍，提供寄宿服務。現時校舍於1956年開始興建，同年1月舉行奠基儀式，由曾經參與崇基學院校舍興建工程的則師李禮芝負責設計校舍。帆船、滑浪風帆和獨木舟是該校中一生的必修項目。更曾經孕育出多位亞運帆船代表。而且，香港航海學校是全港唯一一間設有海事課程的中學。另外，該學校是男校，只接受男性學生。

## 校政管理
歷任校監
- 余仕德 上校[6]
- 趙不求 先生[7]

歷任校長
- 1946年至1951年：伍奇 先生
- 1953年至1992年：區劍雄 先生[8]
- 1999年至2005年：徐耀光 先生[9]
- 2005年至2013年：夏展信 博士
- 2013年至2018年：李漢標 先生
- 2018年至現在：陳道沛 先生[10]

## 校服
香港航海學校稱校服為回校及離校制服，男生在冬季和夏季均須繫上領呔，為香港少數要求學生在夏季必須打呔的中學。

## 著名／傑出校友
- 鄭國江：香港著名填詞人[11]
- 王俊棠：香港資深演員[12][13]
- 曾文青：前海事處副處長（1963年畢業）[14]
- 謝瑞麟：前香港帆船隊代表（曾出戰韓國仁川亞運會）[14]
- 黃栢文：香港男演員[15]
- 藍乃才：香港電影導演
- 沈集成：香港練馬師、前香港騎師

## 外部連結
- 香港電台電視部節目 香港故事－百年樹人 （页面存档备份，存于） 艱苦我奮進（香港航海學校）2013年12月30日
- 航海學校三童染耐藥性惡菌 （页面存档备份，存于） 《東方日報》 2012年12月7日
- 赤航學生墮海 螺旋槳劏臀 （页面存档备份，存于） 《東方日報》 2012年2月22日